# سفارت گواتمالا در لندن
سفارت گواتمالا در لندن (به انگلیسی: Embassy of Guatemala) یک سفارت در بریتانیا است که در لندن واقع شده‌است.